# Ткачук, Лукьян Григорьевич
Ткачук Лукьян Григорьевич (* 15 (28) октября 1902, Немиринцы — † 20 июня 1981, Киев) — советский учёный в области литологического, петрологического и петрогенетического изучения осадочных, осадочно-вулканогенных и магматических горных пород, доктор геолого-минералогических наук (с 1945 года), профессор (с 1945 года), академик АН УССР (с 17 марта 1972 года).

## Биография
Родился 15 (28 октября) 1902 года в селе Немиринцы (теперь Ружинского района Житомирской области) в крестьянской семье. С 1923 года учился на факультете профессионального образования геолого-географического цикла Винницкого института народного образования, а затем перешел в Киевский институт народного образования, который окончил в 1926 году. В 1926-1929 годах учился в аспирантуре при Институте геологических наук.
Трудовую деятельность начал в Украинском отделении Геолкома, где он в 1926-1929 годах работал помощником начальника геологической партии. Некоторое время занимался педагогической деятельностью — работал доцентом Киевского горно-геологического института (1931-1935 годы) и Киевского университета (1935-1941 годы).
В 1938-1941 годах заведующий сектором петрографии Института геологических наук АН УССР. Участник Великой Отечественной войны.
В 1945 году защитил докторскую диссертацию на тему «Петрография северо-западной части Украинского кристаллического массива».
В 1945-1961 годах — заведующий лабораторией Института геологии и геохимии горючих ископаемых АН УССР во Львове и заведующий кафедрой Львовского политехнического института. Член КПСС с 1956 года.
В 1961-1968 годах — заведующий отделом Института геологии, с 1968 года — заведующий отделом Института геохимии и физики минералов АН УССР.
Награждён орденом Трудового Красного Знамени, медалями.
Скончался в Киеве 20 июня 1981 года. Похоронен на Байковом кладбище (участок № 33).

## Научная деятельность
Основное направление научных исследований — изучение вещественного состава, структурно-текстурных особенностей, петрографических разностей в породах магматических и металломорфических комплексов Украинского кристаллического массива, а также осадочных и осадочно-вулканогенных формаций (преимущественно Карпат). Один из основоположников литологии осадочных пород на Украине.

## Ссылка
- ТКАЧУК Лукьян Григорьевич (недоступная ссылка)